# Primero Justicia
Primero Justicia (PJ) es un partido político venezolano. Sucede de la asociación civil fundada en 1992 bajo el mismo nombre. Fue fundado el 3 de marzo de 2000 como partido regional, y participó por primera vez a nivel nacional en 2004. 
El Tribunal Supremo de Justicia de Venezuela designó el 16 de junio de 2020 una directiva ad hoc presidida por José Brito, un miembro de la tolda anteriormente expulsado por acusaciones de corrupción, esta medida no fue reconocida por la directiva electa de la organización. El 4 de septiembre de 2020 el TSJ suspende esta sentencia y devuelve la tarjeta a sus anteriores autoridades. Actualmente Brito lidera un partido llamado Primero Venezuela, con semejanzas en el nombre y los colores de la organización.
Generalmente identificado como de centroderecha, en el espectro político, Primero Justicia forma parte del denominado «G4», un término de los medios de comunicación para referirse a los partidos más importantes de la oposición venezolana. El partido apoya el libre mercado y la existencia de un Estado con control limitado en la economía. El partido posee 12 alcaldías. También estaba a cargo de la gobernación de Cojedes de la mano del gobernador Alberto Galíndez, hasta que el mismo fue expulsado por participar en las elecciones regionales de ese año, las cuales fueron consideradas 'fraudulentas' por el Comité Nacional.
Desde 2022 pertenece a la Internacional Demócrata de Centro. Este partido está inhabilitado por el CNE para participar en elecciones.

## Ideología política
Este partido político nace con tendencia del centro y progresista, apoyando programa sociales para enfrentar a Hugo Chávez en campañas electorales, tanto así que en marzo de 2009, el coordinador nacional del partido, Julio Borges declaró que «Venezuela vive un capitalismo de Estado, no un socialismo». Y que un modelo socialista busca «democratizar la propiedad», el cual Borges manifestó creer y afirmó que Primero Justicia es promotor de la democratización de la propiedad. Luego para las elecciones presidenciales de 2012 su líder político, Henrique Capriles, se definiría a sí mismo como progresista y humanista. Después de 2013, PJ iría adoptando una posición más liberal económicamente, reflejándose en los postulados ideológicos de la organización.

## Historia

### Asociación Civil Primero Justicia
Este partido político deriva de la Asociación Civil del mismo nombre, fundada en 1992, por estudiantes de la Facultad de Derecho de la Universidad Católica Andrés Bello, encabezados por Julio Borges y Carlos Ponce quienes fungieron como directores operativos de la organización, ambos en el quinto año de la carrera, junto al profesor Alirio Abreu Burelli, Magistrado de la Corte Suprema de Justicia y Magistrado de la Corte Interamericana de Derechos Humanos de la OEA, quien se desempeñó como presidente, para promover reformas al sistema de justicia venezolano. La ONG implementó los denominados árbitros vecinales, los cuales fueron avalados por los alcaldes Aristóbulo Iztúriz del Municipio Libertador y Ángel Zambrano del Municipio Baruta, quienes fungían como mediadores en conflictos en las comunidades, a través de la conciliación, de la mediación y el arbitraje. En este sentido redactaron y promovieron la Ley de Justicia de Paz e impulsaron para implementar este sistema en Venezuela, la cual fue aprobada por el Congreso Nacional en julio de 1993, aunque derogada poco después, pero aprobada nuevamente en 1995, entrando en vigencia de manera definitiva.
Este sistema de jueces de paz contó con el apoyo del gobierno de Rafael Caldera, a través del Ministerio de la Familia y otros órganos gubernamentales desde su implementación en 1995, y en 1998 su éxito fue reconocido por el Programa de las Naciones Unidas para el Desarrollo (PNUD), llegando a resolverse 5000 casos a nivel nacional, específicamente en diversas comunidades de siete estados del país. En 1994 ingresarían a la organización Victorino Márquez Ferrer, abogado y Leopoldo López, economista, ambos egresados de Harvard.
Posteriormente en el proceso de la Asamblea Nacional Constituyente promovida por Hugo Chávez, la Asociación Civil realizó a la misma una Propuesta de Constitución Nacional, en la cual se dibujaría la propuesta política del partido que más adelante se constituiría. La asociación civil durante el desarrollo de la Asamblea Nacional Constituyente, creó una red de organizaciones de Derechos Humanos que se llamó «Alianza Social por la Justicia», la cual redactó todo el texto de Derechos Humanos y del sistema de justicia, del cual se tomó casi en su totalidad en la Constitución de Venezuela de 1999. Dicha propuesta constitucional incluía además la profundización del sistema federal y la implementación de un sistema semipresidencial. La primera participación electoral del partido fue en las elecciones a la Asamblea Nacional Constituyente de 1999, postulando a Leopoldo López y Julio Borges como candidatos a dicho órgano, sin ser electos.

### Consolidación como partido (2000-2006)
Primero Justicia se oficializó como partido político regional en el ámbito del Estado Miranda el 3 de marzo de 2000. A la cabeza del partido, como coordinador general, se posicionó Julio Borges, para entonces presentador de televisión del programa «Justicia para todos» transmitido en RCTV. En las elecciones parlamentarias del 30 de julio de 2000, el partido consiguió 5 diputados a la recién creada Asamblea Nacional, siendo estos Julio Borges, Carlos Ocaríz, Gerardo Blyde, Ramón José Medina y Leopoldo Martínez Nucete más adelante se uniría a este grupo Liliana Hernández diputada electa por Alianza Bravo Pueblo. También el partido consiguió las alcaldías de Chacao, con Leopoldo López, miembro de la extinta asociación civil, y Baruta, con Henrique Capriles, expresidente de la antigua Cámara de Diputados. En el estado, PJ obtuvo 85 000 votos, el 17 %, superando a COPEI, el principal partido del estado antes de dichas elecciones, siendo el tercer partido más votado.

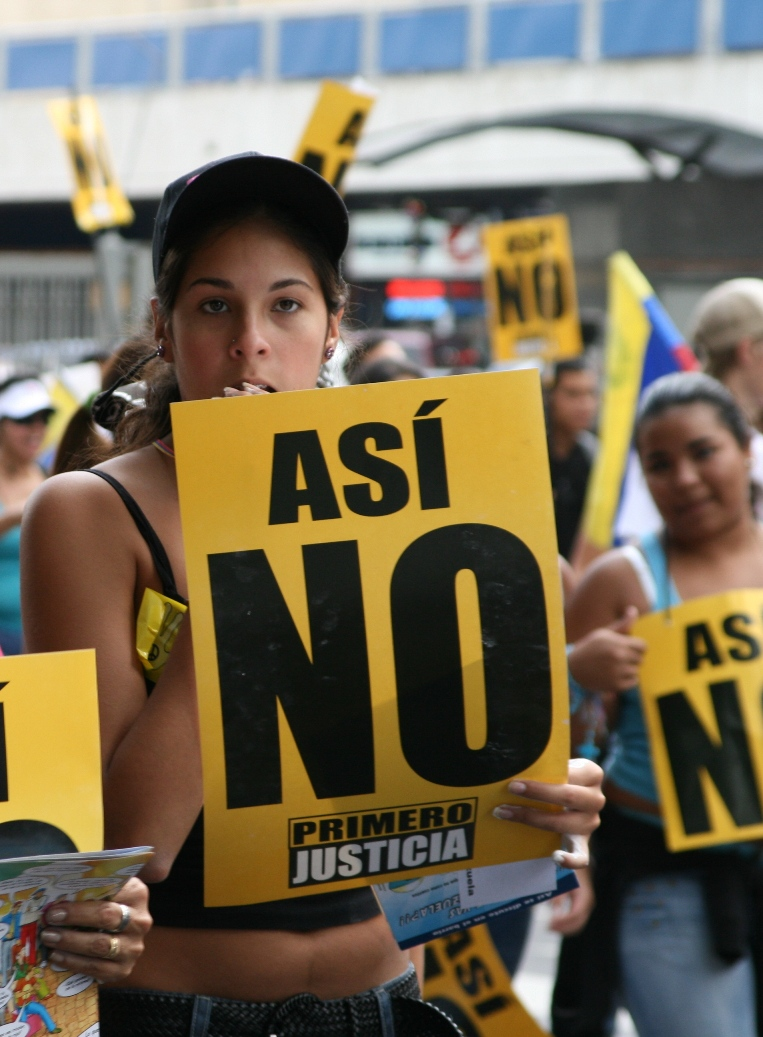
Simpatizante de Primero Justicia durante el referéndum constitucional de 2007.

En las Elecciones regionales de 2004, decidió participar en los comicios a pesar de los llamados a la abstención de algunos grupos opositores quienes denunciaban fraude en los resultados del referéndum presidencial de Venezuela de 2004, obteniendo 227.161 votos. El partido logró que los alcaldes Henrique Capriles, en Baruta, Leopoldo López en Chacao, y Juan Fernández en Los Salias, todos pertenecientes a Primero Justicia fueran reelectos con más del 80% de los votos en los respectivos municipios, sin embargo en el resto del país muchos de sus candidatos se plegaron al llamado de abstención realizado por la mayoría de los sectores de la oposición. También, PJ se hizo con la alcaldía de Lechería, en Anzoátegui, de la mano de Gustavo Marcano.
Para las elecciones parlamentarias de 2005, ya oficializado como partido nacional, y con expectativas electorales altas pues era el partido con mayor intención de voto dentro de la oposición, sectores de la misma promovían la abstención como forma de protesta alegando falta de confianza en el Consejo Nacional Electoral y faltas de garantías para el voto secreto, mientras que Julio Borges contrario a este argumento intentó convencer a Acción Democrática para ese momento primera fuerza política opositora de no retirarse de los comicios, sin obtener éxito.
Tras discusión en el Comité Político Nacional de Primero Justicia, en la cual un sector representado por Leopoldo López, Liliana Hernández, Gerardo Blyde, y Delsa Solórzano proponía la no participación en virtud de la imposibilidad de garantizar transparencia electoral, y otro integrado por Julio Borges, Henrique Capriles Radonski y Carlos Ocariz alegaba la participación para tener representación en la Asamblea Nacional para hacer frente a los proyectos de leyes del Movimiento V República. Imperó la tesis del primer sector, lo que traería como consecuencia la fractura del partido entre estos dos sectores desde ese mismo diciembre de 2005 y se desenlaza en febrero de 2007 con el retiro de Liliana Hernández, Delsa Solórzano y Gerardo Blyde del partido, sector que autodenominaron «Justicia Popular», quienes partieron a Un Nuevo Tiempo, luego de haber exigido elecciones internas dentro de la organización. A pesar de esto las elecciones internas se realizaron con una participación mayor al 60% de su militancia.

### Elecciones de 2006, 2008 y 2010

Votos de la oposición en las elecciones presidenciales de 2006. Mayoría de un partido por estado.

El 27 de mayo de 2005, desde Maracaibo, estado Zulia, Julio Borges con el eslogan «Primero Venezuela» anunció su precandidatura presidencial para las elecciones de finales de 2006, allí lanzó su futuro programa de gobierno al que denominó el «Progreso Popular». Borges se mediría en unas primarias opositoras, propuestas por Primero Justicia, el 13 de agosto de 2006, contra el gobernador del Zulia y candidato por Un Nuevo Tiempo, Manuel Rosales. Borges se retiró el 9 de agosto, cuatro días antes de las planificadas primarias, convirtiéndose Rosales en el candidato único de la oposición, en una nueva plataforma denominada Unidad Nacional. La tarjeta de Primero Justicia en las elecciones obtuvo 1.299.546, el 11 % a nivel nacional, convirtiéndose en la tercera fuera política del país, siendo la más votada de la oposición en la Región Central y la Región Capital, así como en los estados Anzoátegui y Bolívar.
Para el referéndum constitucional de 2007, en el que el presidente Chávez buscaba modificar gran parte de la Constitución, PJ participó en la campaña por la opción del «No», la cual fue la opción ganadora, la primera derrota electoral del oficialismo.
Primero Justicia obtiene su primera gran victoria electoral, al hacerse con la gobernación de Miranda de la mano de Henrique Capriles en las elecciones regionales de 2008. También PJ consiguió la alcaldía del Municipio Sucre, el más poblado del estado Miranda, con Carlos Ocariz, reafirmando triunfos en Los Salias y otras alcaldías del país, incluyendo la capital del Estado Táchira, San Cristóbal, con Mónica de Méndez.
En el año 2010 lanzan una campaña bajo el lema de «Hay un camino mejor» para las elecciones parlamentarias. En dichas elecciones, Primero Justicia logró recuperar su bancada parlamentaria, conformada por 6 diputados, entre ellos Julio Borges, Juan Carlos Caldera, Dinorah Figuera, Richard Arteaga, Tomás Guanipa y Richard Mardo. PJ obtuvo un importante apoyo electoral, al ser el partido más votado de oposición en la Región Capital. A nivel nacional, PJ consiguió 1 562 962 votos nominales, el 9,5 %, siendo el segundo partido más votado del país detrás del PSUV.

### Presidenciales de 2012 y 2013

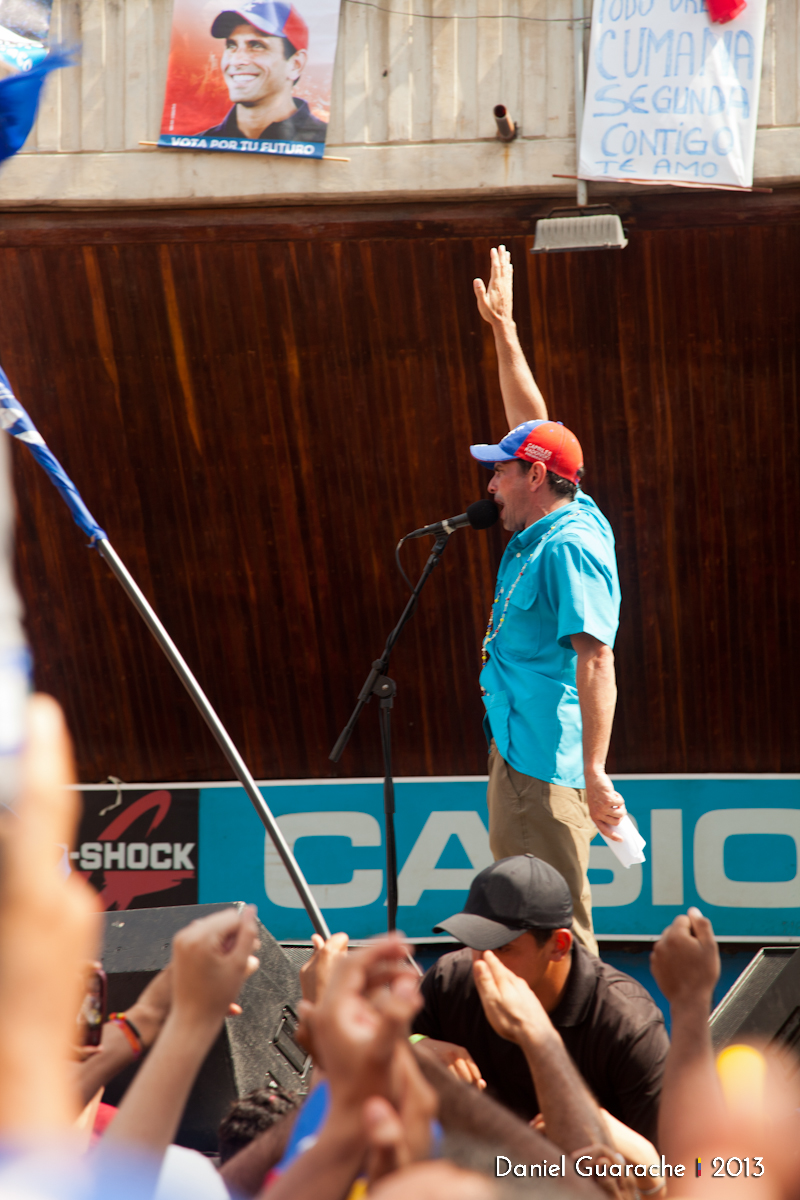
Mitin de Henrique Capriles previo a las elecciones de 2013.

El 27 de marzo de 2011, el coordinador nacional Julio Borges anunció que Henrique Capriles sería el precandidato presidencial del partido ante unas eventuales elecciones primarias de la Mesa de la Unidad Democrática. Dentro del mismo anuncio, hizo un llamado a la oposición a iniciar un proceso de primarias. En torno a la candidatura se consolidó el denominado «Bloque Progresista» encabezado por el precandidato Capriles, para las primarias planteadas para el 12 de febrero de 2012. Capriles venció en dichas primarias ante Pablo Pérez Álvarez, de Un Nuevo Tiempo con 1 806 860, el 62 %. Dichas primarias posicionaron a Primero Justicia como el partido más relevane dentro de la oposición venezolana. En las elecciones presidenciales del 7 de octubre de 2012, Hugo Chávez derrotó a Henrique Capriles con una ventaja de diez puntos porcentuales. Primero Justicia decidió usar su propia tarjeta en vez de la de la MUD en estas elecciones, la cual consiguió 1 839 573 votos, el 12 % a nivel nacional, siendo la tercera más votada a nivel nacional.
En las elecciones regionales de diciembre de 2012, Capriles volvió a ser elegido gobernador de Miranda. El gobierno regional estaba a cargo de Adriana D'Elia, también de Primero Justicia, quien asumió el cargo tras la campaña presidencial de Capriles.
Con la muerte de Hugo Chávez el 5 de marzo de 2013, se convocaron nuevas elecciones para el 14 de abril de ese año. Capriles, fortalecido tras la impopularidad del oficialismo, fue confirmado tanto por Primero Justicia como por la Mesa de la Unidad Democrática como candidato único ante Nicolás Maduro, presidente encargado del país. En las elecciones, Capriles fue derrotado en las controversiales elecciones por una diferencia de apenas 1 punto porcentual. Capriles desconoció el resultado electoral, aunque finalmente desistió en sus denuncias, dañando considerablemente su imagen y la de Primero Justicia.

### Parlamentarias de 2015 y la crisis política
Tras la victoria electoral de la Mesa de la Unidad Democrática en las elecciones parlamentarias del 6 de diciembre de 2015, Primero Justicia se convierte en el primer partido opositor, con 33 diputados, siendo, junto a los también 33 diputados obtenidos por Acción Democrática en las elecciones del 2000, el mayor número de escaños obtenidos por una organización política adversa al gobierno en el parlamento. El 5 de enero de 2017 producto de acuerdos políticos, Julio Borges se convierte en presidente de la Asamblea Nacional.

### Intervención judicial
En 2020, los diputados José Brito y Conrado Pérez introdujeron un recurso de amparo ante el Tribunal Supremo de Justicia contra la directiva de Primero Justicia después después de haber sido expulsados del partido, exigiendo que se les “restituyeran sus derechos” dentro de la organización política, pero también que se nombrara a una nueva directiva “que esté en Venezuela” y se convocaran a elecciones dentro del partido. Los diputados fueron atendidos por el presidente de la sala constitucional y la reunión duró poco más de una hora. En las afueras del Tribunal Supremo, un grupo de alrededor de doscientas personas se concentraron en apoyo a los diputados. Horas antes algunas personas entregaban camisas alusivas al partido, la mayoría aparentemente nuevas, y varias personas entrevistadas manifestaron desconocer los motivos de la concentración o en qué consistía el recurso presentado. En algunos casos, afirmaron haber sido llevados en autobús, no sabían decir con precisión desde hace cuanto tiempo pertenecían al partido o ignoraban que el diputado Luis Parra no se encontraba en el lugar.

#### Primero Justicia Judicializado
El 17 de junio de 2020 el TSJ procedió a intervenir judicialmente al partido Primero Justicia y designó junta directiva ad hoc presidida por José Brito, quien estaría encargado de la designación del resto de los cargos de Primero Justicia y de las autoridades regionales, municipales y locales. El 4 de septiembre el TSJ anula la sentencia que entregaba a José Brito como secretario ad hoc el partido Primero Justicia Henrique Capriles anuncia su participación en las elecciones electorales parlamentarias de diciembre posteriormente anuncia que no participará en las elecciones parlamentarias de diciembre de 2020 mientras no se postergue seis meses las elecciones para que participen observadores internacionales de la Unión Europea, hizo una jugada política para anular la sentencia de junio de 2020 que otorgaba a José Brito como secretario general ad hoc del partido Primero Justicia, su imagen política quedó deteriorada.
El 15 de marzo de 2024 José Brito ingresa un recurso de amparo constitucional ante el Tribunal Supremo de Justicia (TSJ) para que informe si la tarjeta de Primero Justicia está autorizada para postular en las elecciones presidenciales. El 22 de abril la Sala Constitucional del TSJ nuevamente intervino a la organización política Primero Justicia designando a José Brito como presidente de una junta directiva ad hoc de la organización, el fundador Julio Borges indicó que «Maduro pretende robarse la tarjeta de Primero Justicia entregándosela a un alacrán que es un instrumento de su régimen. Todo esto lo hacen para intentar crear frustración, pero no podrán».

## Organización

### Estructura Territorial
El Comité Político Nacional (CPN) es la autoridad suprema, que reúne a los representantes de todos los estados donde el partido tiene representación. Los miembros de los Comités Políticos son elegidos por la militancia mediante listas de votación, también forman parte de estos todos los dirigentes que ocupen cargos públicos de elección popular en sus respectivos niveles. 

### Estructura Operativa

#### Actual
Adicionalmente a la estructura política encontramos lo que es la estructura operativa de Primero Justicia en la cual tenemos que está compuesta por la presidencia nacional y una serie de vicepresidencias, a cada una se le encarga de un eje de acción específico. La estructura entrará en vigencia tras las elecciones internas del 9 de julio de 2022.

#### Histórica
Anteriormente a esta composición actual, la estructura nacional efectiva estaba conformada por el coordinador nacional, el secretario general y el secretario de Organización, siendo los órganos superiores en la ejecución estratégica. Además de estos organismos, el partido contaba con organismos de asesoramiento para la planificación y el enfoque de estrategias políticas, conocidos como secretarías, las cuales actualmente existen son:
- Secretaría de Organización: encargada de todo el eje electoral y estructural del partido, a cargo de Carlos Guillermo Memo Arocha.
- Secretaría de Justicia en la Calle: A cargo de Alejandro Mejía su visión es ser el centro de participación social de Primero Justicia para liderar, mediante el trabajo voluntario, a una sociedad y conducirla de la frustración y el abandono a la esperanza y así generar el cambio que Venezuela necesita. Su equipo de trabajo es Moisés Herrera como Coordinador General, Oriana Herrera como Coordinadora de Comunicaciones, Mauricio Luna como Asistente de Comunicaciones, Jesús González como Coordinador de Proyectos y Yeiker Guerra como Coordinador de Finanzas.
- Secretaría de Asuntos Internacionales: encargada de todas las relaciones internacionales del partido.
- Secretaría de Justicia Juvenil: elabora acciones destinadas al mejoramiento de la calidad de vida de los jóvenes, así como también luchar por reformas estructurales en la vida universitaria del país, esta Secretaría es dirigida por los jóvenes del partido de 16 a 28 años.
- Secretaría de Justicia Civil: se encarga de relacionar al partido con todos los magisterios y gremios profesionales del país;
- Secretaría de Justicia Obrera, se encarga de manejar toda el área sindical y los reclamos laborales.
- Secretaría de Asuntos Municipales: encargada de encarar las relaciones municipales y buscar mejoras en este sistema.
- Fundación Justicia y Democracia: con rango de secretaría, es la que se encarga de todo lo relacionado con la doctrina y tesis ideológica de Primero Justicia y la formación de sus dirigentes mediante cursos altamente desarrollados. Su actual Presidente es el Arq. Shully Rosenthal.
- Secretaría de Justicia Especial: se encarga de las reivindicaciones de discapacitados en cualquier ámbito, y de ser el primer espacio de los líderes discapacitados de Venezuela, creada el 18 de marzo de 2007.

Luego de las elecciones internas del partido de 2022, las secretarías pasarán a ser las llamadas vicepresidencias, formando parte de la reforma estructural del movimiento político.

### Composición directiva del Partido
| Cargo                                          | Autoridad              |
| ---------------------------------------------- | ---------------------- |
| Presidencia Nacional                           | María Beatriz Martínez |
| Presidencia Nacional (adjunto)                 | Vacante                |
| Vicepresidencia de Asuntos Políticos           | Vacante                |
| Vicepresidencia de Organización                | Edinson Ferrer         |
| Vicepresidencia de Estrategia y Comunicaciones | Julio Borges           |
| Vicepresidencia de Formación y Programas       | Paola de Alemán        |
| Vicepresidencia de Nuevas Generaciones         | Vacante                |

## Innovaciones
Desde el 2007 Primero Justicia comenzó a trabajar el área de Política 2.0 con la apertura de su blog, que mantiene el histórico de noticias desde el 2007 hasta el 2010. Luego abriendo su canal oficial en YouTube, y sus páginas oficiales en Facebook y Twitter innovaron en la utilización de las redes sociales en la política de Venezuela, el pionero y creador de esta área en Primero Justicia fue el exsecretario juvenil nacional de organización Carlos Sánchez Nieto, esto aparece citado en el libro Comunicación Política en América Latina, gestión campañas y tic´s, en el escrito comunicación política en la Venezuela revolucionaria en la página 217, de este importante libro de referencia para la comunicación política.
Es el partido político venezolano con mayor interacción en las redes sociales desde el 2007.

## Resultados electorales

### Elecciones presidenciales
|  | 11.17 % |

|  | 36.90 % |

|  | 12.36 % |

|  | 44.31 % |

|  | 49.12 % |

|  | 67.08 % |

|  | 0.03 % |

|  | 0.20 % |

### Elecciones parlamentarias
|  | 2.47 % |

|  | 9.5 % |

### Elecciones regionales
|  | 2.47 % |

|  | 3.33 % |

|  | 5.60 % |

|  | 1.00 % |

|  | 10.08 % |

|  | 14.54 % |

### Primarias presidenciales
| Año  | Candidato         | Votos                                  | %                                      | Resultado                              |
| ---- | ----------------- | -------------------------------------- | -------------------------------------- | -------------------------------------- |
| 2012 | Henrique Capriles | 1.911.648                              | \| \| 64.2 % \|                        | Sí electo                              |
| 2023 | Henrique Capriles | se retiró durante la campaña electoral | se retiró durante la campaña electoral | se retiró durante la campaña electoral |
|      | 64.2 %            |                                        |                                        |                                        |